# Yoan Pivaty
Yoan Pivaty est un footballeur français international martiniquais, né le 29 janvier 1990 à Montreuil (Seine-Saint-Denis, France). Il évolue au poste de milieu et d'attaquant avec le SO Romorantin et la sélection de la Martinique.

## Biographie
Passé par le CO Savigny-sur-Orge, Yoan Pivaty intègre l'INF Clairefontaine en 2003 et y passe trois ans. En 2006, il est recruté par le Stade rennais et rejoint son centre de formation. Avec le club breton, il remporte la Coupe Gambardella 2007-2008, disputant quelques minutes de la finale, gagnée contre les Girondins de Bordeaux.
Non conservé par le Stade rennais en 2010, Yoan Pivaty rejoint La Vitréenne, puis l'ES Viry-Châtillon, deux clubs sous statut amateur. Le 27 juillet 2012, il signe professionnel, en Bulgarie au PFK Etar 1924.
Il est sélectionné pour la première fois avec l'équipe de Martinique à l'occasion du 2e tour préliminaire de la Coupe caribéenne des nations 2012.